# Отточие

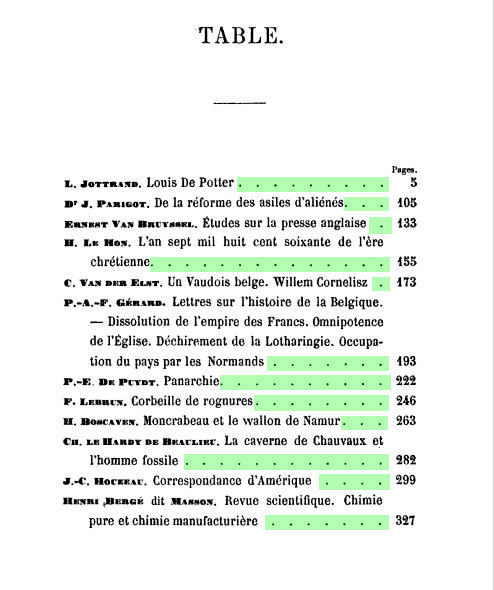
Отточия в оглавлении книги выделены зелёным

Отто́чие (типографское) — пространство между позициями табуляторов, заполненное повторяющимися символами (как правило, точками). Отточие часто используется в оглавлениях книг между названиями разделов и номерами страниц. Например:
```
ВВЕДЕНИЕ.................10
ГЛАВА 1..................14
 Подраздел...............20
ГЛАВА 2..................46
```

Отточие облегчает просмотр содержания от одного элемента к другому (например, от названия раздела или параграфа к номеру страницы, с которой он начинается) и используется для того, чтобы взгляд читателя фиксировался на нужной строке текста.
По техническим правилам набора русского текста отбивка между точками должна быть равна полукегельной или кегельной, а сами точки выровнены по вертикали. Заканчивать отточие нужно на той же вертикали, на которой завершаются полные строки заголовков.
В текстовых процессорах LibreOffice Writer и Microsoft Word для создания отточия используется инструмент «заполнитель»; в AbiWord — инструмент «табуляция».